# Yakovlev AIR-5
El Yakovlev AIR-5 fue un prototipo de monoplano de cabina monomotor soviético diseñado por la oficina de diseño de Yakovlev. El AIR-5 era un monoplano reforzado con puntales de ala alta con un motor Wright J-4 Whirlwind de 200 HP (149 kW). Tenía un fuselaje de acero tubular, alas de madera y una cabina cerrada donde se podían acomodar un piloto y tres pasajeros.
Cuando el motor Whirlwind dejó de estar disponible, no se produjeron más aviones y se diseñó una variante más pequeña con un motor radial Shvetsov M-11 de producción local y se designó como AIR-6.

## Operadores
Unión Soviética
- Fuerza Aérea Soviética

## Especificaciones (AIR-5)
Referencia datos: The History of Soviet Aircraft from 1918

### Características generales
- Tripulación: uno
- Capacidad: tres pasajeros
- Longitud: 8 m (26,2 ft)
- Envergadura: 12,8 m (42 ft)
- Altura: 2,5 m (8,1 ft)
- Superficie alar: 23 m² (247,6 ft²)
- Peso vacío: 670 kg (1476,7 lb)
- Peso máximo al despegue: 912 kg (2010 lb)
- Planta motriz: 1× motor radial de cinco cilindros refrigerado por aire Wright R-790 Whirlwind[5].
  - Potencia: 150 kW (207 HP; 204 CV)
- Hélices: 1× Bipala de paso fijo por motor.

### Rendimiento
- Velocidad nunca excedida (Vne): 192 km/h (119 MPH; 104 kt) a 5000 m
- Velocidad crucero (Vc): 130 km/h (81 MPH; 70 kt) 152
- Alcance: 1000[5]
- Techo de vuelo: 4275 m (14 026 ft)
- Tiempo a altitud: 6.5 min hasta 1000 m (3300 pies).[5]

## Aeronaves relacionadas

### Desarrollos relacionados
- Yakovlev AIR-6